# Roland Schönenberger
Roland Schönenberger (født 10. oktober 1955 i Wangen bei Olten, Schweiz) er en schweizisk tidligere fodboldspiller (angriber). 
Schönenberger spillede fire kampe for Schweiz' landshold, som han debuterede for i en venskabskamp mod Spanien 21. september 1977.
På klubplan tilbragte Schönenberger hele sin karriere i hjemlandet, hvor han spillede for henholdsvis FC Basel og Young Boys. Han vandt det schweiziske mesterskab med begge klubber.

## Titler
Schweizisk mesterskab
- 1977 med FC Basel
- 1986 med Young Boys

Schweizisk pokal
- 1975 med FC Basel
- 1987 med Young Boys